# 나루섬

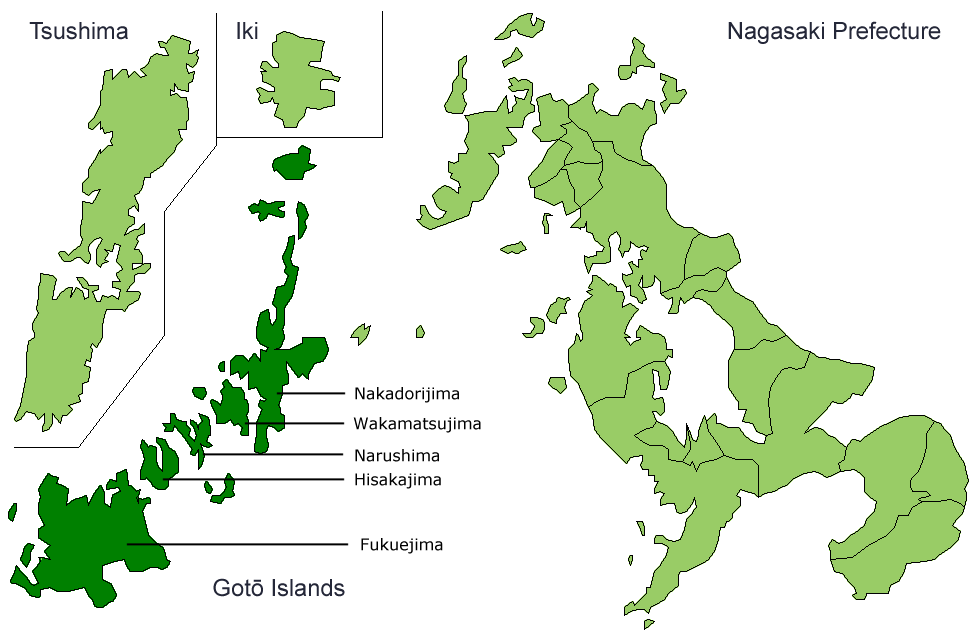
고토 열도에서 나루섬의 위치

나루섬(奈留島)은 일본 고토 열도의 섬 중 하나로 나가사키현 고토시의 일부이다. 규슈 본토에서는 50km 떨어진 동중국해상에 있으며 고토 열도 내에서는 히사카섬과 와카마쓰섬 사이에 있다. 면적은 23.80km2이다.